# جيري لانغتون
جيري لانغتون (بالإنجليزية: Jerry Langton)‏ (1965)؛ روائي كندي.